# 539 pr. n. št.

## Dogodki
- Kir II. osvoji Babilon

## Smrti
- Belšazar, babilonski princ ali kralj  (* ni znano)
- Nabonid, zadnji kaldejski (babilonski)  kralj (* po 509 pr. n. št.)